# Нарінзор
Нарінзо́р (рос. Наринзор) — село у складі Стрітенського району Забайкальського краю, Росія. Входить до складу Усть-Нарінзорського сільського поселення.

## Історія
Село було утворено 2013 року шляхом виділення зі складу села Усть-Нарінзор.